# Maria Rosa Candido
Pour les articles homonymes, voir Candido.
Maria Rosa Candido, née le 10 février 1967 à Auronzo di Cadore et morte le 18 octobre 1993 à Silandro, est une patineuse de vitesse sur piste courte italienne.

## Biographie
Lors du patinage de vitesse sur piste courte aux Jeux olympiques de 1988, Maria Rosa Candido remporte une médaille de bronze au 3 000 mètres individuel, puis remporte le relais féminin avec Cristina Sciolla, Gabriella Monteduro et Barbara Mussio.
En 1993, elle remporte à nouveau l'or en Championnats du monde à Budapest avec ses partenaires Mara Urbani, Marinella Canclini, Katia Colturi et Katia Mosconi.
En octobre 1993, pendant sa préparation pour les jeux olympiques d'hiver de 1994, sa voiture est percutée par un tronc d'arbre tombé d'un camion : la patineuse junior Lori Vecelio et elle-même meurent dans l'accident.

## Palmarès
- 1987 :  Championnats du monde, relais 3 000 m
- 1988 :  Jeux olympiques de 1988, relais 3 000 m
- 1988 :  Jeux olympiques de 1988, 3 000 m individuel
- 1991 :  Championnats du monde, relais 3 000 m
- 1993 :  Championnats du monde, relais 3 000 m